# Heterogorgia stellifera
Heterogorgia stellifera is een zachte koraalsoort uit de familie Plexauridae. De koraalsoort komt uit het geslacht Heterogorgia. Heterogorgia stellifera werd in 1909 voor het eerst wetenschappelijk beschreven door Thomson & Crane. 